# Zemský okres Freising
Zemský okres Freising (německy Landkreis Freising) je okres v německé spolkové zemi Bavorsko, ve vládním obvodě Horní Bavorsko. Sídlem okresu je město Freising.

## Města a obce
| Města                                                                                                   | Obce |
| --- | --- |
| 1. Freising 2. Moosburg an der Isar Obce s tržním právem ( Markt ) 1. Au in der Hallertau 2. Nandlstadt | 1. Allershausen 2. Attenkirchen 3. Eching 4. Fahrenzhausen 5. Gammelsdorf 6. Haag an der Amper 7. Hallbergmoos 8. Hohenkammer 9. Hörgertshausen 10. Kirchdorf an der Amper 11. Kranzberg 12. Langenbach 13. Marzling 14. Mauern 15. Neufahrn bei Freising 16. Paunzhausen 17. Rudelzhausen 18. Wang 19. Wolfersdorf 20. Zolling |

## Sousední okresy
| Růžice kompasu | Pfaffenhofen an der Ilm | Kelheim | Landshut | Růžice kompasu |
| Růžice kompasu | Sever                   |         |          | Růžice kompasu |
| Růžice kompasu | Zemský okres Freising   |         |          | Růžice kompasu |
| Růžice kompasu | Jih                     |         |          | Růžice kompasu |
| Růžice kompasu | Dachau                  | Mnichov | Erding   | Růžice kompasu |